# Виленкин, Александр Абрамович
Алекса́ндр Абра́мович Виле́нкин (1883, Царское Село — 1918, Москва) — российский юрист, офицер и политический деятель.

## Биография

### Ранние годы
Родился в Царском Селе 5 июня 1883 года в богатой еврейской семье. Отец — Абрам Мордухович (Маркович) Виленкин (1840—1924) был купцом первой гильдии, сыном потомственного почётного гражданина и купца первой гильдии Мордуха Янкелевича Виленкина (1802—1889) из Новогрудка, что давало ему право жить вне черты оседлости. Мать — Рахиль Виленкина. Был младшим из восьми детей. Брат — русский дипломат и экономист Григорий (Гарий) Абрамович Виленкин (1864—1930).
В 1901 году окончил с золотой медалью Императорскую Николаевскую Царскосельскую гимназию, где его классным наставником был поэт Иннокентий Анненский, Дополнительно занимался с домашними учителями и гувернантками. Кроме изучавшихся в гимназии французского и немецкого языков, владел в совершенстве английским, говорил по-итальянски.
Среди одноклассников были будущий знаменитый актёр кино Витольд Полонский и будущий военный теоретик Александр Лапчинский.
Поступил на историко-филологический факультет Императорского Санкт-Петербургского университета, окончил его юридический факультет в 1906 году.
В университете примкнул к студенческой организации кадетов, его выбрали председателем Совета старост. Считался одним из лучших студенческих ораторов, не только в университете, но и на городских митингах, где постоянно спорил с социалистами.
После окончания университета записался вольноопределяющимся (без жалования) в 1-й гусарский Сумский полк. Не был произведён в офицерский чин из-за иудейского вероисповедания и уволился в запас младшим унтер-офицером. В обществе офицеров полка был принят как равный и имел среди них много друзей.
Поселился в Москве и скоро стал там известным юристом. Работал юрисконсультом британского генконсульства и познакомился там с молодым консулом Брюсом Локкартом. В суде защищал, в том числе, и революционеров — эсеров и анархистов.

### Первая мировая война
С 1914 года — младший унтер-офицер 1-го гусарского Сумского полка. Неоднократно отличался в боях; был награждён Знаком отличия военного ордена четырёх степеней и Георгиевской медалью («Полный георгиевский кавалер»).
В 1917 году, после снятия национальных ограничений на производство в офицерские чины — прапорщик, затем, для уравнения со сверстниками, произведён в штабс-ротмистры. 
В 1917 году был избран председателем полкового комитета, затем стал председателем армейского комитета 5-й армии (Северный фронт). Сторонник восстановления дисциплины в армии, тесно сотрудничал с её командующим генералом Ю. Н. Даниловым. По воспоминаниям В. Б. Станкевича, говорил: «Задача нашего комитета — довести армию до того состояния, чтобы по приказу командующего армией любая часть арестовала без колебаний комитет».
Хороший оратор: «Говорил он блестяще — ярко, остроумно, смело, — и его манеры, видимо, импонировали солдатам». В то же время «был человеком негнущимся, не умеющим льстить толпе».

### Политическая деятельность
Был членом Конституционно-демократической партии, в 1917 году присоединился к Народно-социалистической партии, для того чтобы иметь возможность участвовать в выборах в комитеты на фронте, так как несоциалистические партии к этим выборам фактически не допускались.
С октября 1917 года — председатель Московской организации Всероссийского союза евреев-воинов, был сторонником формирования еврейских национальных воинских частей.
После Октябрьской революции 1917 года участвовал в деятельности антисоветской организации «Союз защиты Родины и Свободы», возглавлял в ней кавалерийский центр. Одновременно руководил боевой группой еврейской самообороны при Союзе. Официально состоял юрисконсультом английского посольства в России.

### Арест, тюрьма, смерть
Был арестован ВЧК 29 мая 1918 года. Находился в заключении в Таганской тюрьме, был старостой камеры, где находились политические заключённые. Выпускал в одном рукописном экземпляре газету-журнал «Центрогидра» (вышло несколько номеров, потом о нём узнали на Лубянке, и выпуск пришлось прекратить). Обучал желающих английскому языку, читал лекции о жизни в Англии и Франции. Давал юридические консультации.
После допросов — «поседевший, осунувшийся, худой, бледный, со впавшими глазами, с морщинами, заострившимся носом и грустной улыбкой, но по-прежнему с твёрдой волей». Дзержинский был противником его расстрела.
Расстрелян в начале «красного террора» 5 сентября 1918 года по приказу заместителя председателя ВЧК Петерса в отсутствие Дзержинского (который находился в Петрограде).
По воспоминаниям Сергея Волконского, когда командовавший расстрелом узнал в Виленкине своего бывшего товарища, он подошёл к нему проститься и сказал: «Уж ты, Саша, извини их, если они не сразу тебя убьют: они сегодня в первый раз расстреливают». — «Ну, прости и ты меня, если я не сразу упаду: меня тоже сегодня в первый раз расстреливают…» — ответил Виленкин.

## О годе рождения Виленкина
Называют разные годы рождения Виленкина — около 1883 и даже 1887 год. Однако В. Клементьев в своих воспоминаниях со слов самого Виленкина упоминает, что в 1918 году ему шёл тридцать четвёртый год: «Он не раз говорил, что ему было предсказана какой-то известной заграничной гадалкой насильственная смерть на тридцать четвёртом году (ему как раз теперь шёл этот роковой год)». Маловероятно, что Виленкин родился в 1885 году — тогда он не смог бы пойти в армию (вольноопределяющимся в мирное время) в 1902 году. Если следовать данным Клементьева, то Виленкин родился в 1884 году. Впрочем, в протоколе допроса, опубликованном в «Красной книге ВЧК» (второе издание, М., 1990) сказано, что Виленкину в 1918 уже исполнилось 35 лет, что указывает на 1883 год.

## Виленкин на заседании президиума ВЧК
«Пишу письмо Дзержинскому. Требую, чтобы мне, подобно моим прежним подзащитным, дали возможность защищаться при посторонних. Один из конвойных уносит письмо. Жду… Минуты кажутся вечностью. Наконец посланный возвращается. Берёт меня и ведёт. Приводит к Дзержинскому. Там уже в сборе весь президиум. Лица у всех серьёзные, строгие. На меня никто не смотрит. Все уставились в стол. Мне дают слово (говорил Виленкин удивительно). Я был в царском суде защитником политических. За свою практику я произнес 296 речей в защиту других. Теперь, в 297-й раз, говорю в свою защиту и думаю, эта речь будет неудачна. Лица у сидящих за столом, до этого строгие, все расцвели улыбками. Стало легче. Говорю долго. Называю некоторые имена их товарищей, которых я защищал. Тут же вызывают по телефону двух-трёх из тех, которых я назвал. Те приезжают и подтверждают мои слова. Меня уводят опять в ту комнату, где остались мои товарищи. Их уже нет здесь — увезли. Сижу один. Через час-два вызывают. Опять ведут к Дзержинскому. Теперь он один. И объявляет, что смертная казнь мне постановлением президиума отменена». (Из книги сокамерника Виленкина, Василия Клементьева «В большевицкой Москве»).

## Мнения о Виленкине
Александр Солженицын:

Вот и ещё еврейское имя, до сих пор незаслуженно мало известное, не прославленное, как следовало бы: героя антибольшевистского подполья Александра Абрамовича Виленкина, в свои 17 лет пошедшего добровольцем на войну 1914 года, в гусары; получившего 4 георгиевских креста, произведённого в офицеры, а к революции уже в штаб-ротмистра; в 1918 — он в подпольном «Союзе защиты Родины и свободы»; схвачен чекистами лишь потому, что после провала организации задержался уничтожать документы. Собранный, умный, энергичный, непримиримый к большевикам, он и в подполье, и в тюрьмах вдохновлял многих других на сопротивление — и, разумеется, расстрелян чекистами. (Данные о нём — от его соучастника по подполью 1918 и потом сокамерника в советской тюрьме в 1919 Василия Фёдоровича Клементьева, капитана русской армии.)
Тесленко, Николай Васильевич:

Под фатоватой внешностью Виленкина, бывшего центром весёлых нарядных женщин, молодых людей, скрываются выдающиеся способности, блестящее образование (он знал в совершенстве несколько языков), а главное, твёрдые и самостоятельно выработанные убеждения и доброе и отзывчивое сердце.
Роман Гуль:

Его по несколько раз допрашивал лично Дзержинский. Говорят, что на этих допросах Виленкину удалось сбить следствие, казнь его оттягивалась, а в это время на воле товарищи готовили Виленкину побег. В один из дней к Таганской тюрьме, где сидели заключённые члены «Союза Защиты Родины и Свободы», подъехал автомобиль ВЧК с ордером на штаб-ротмистра Виленкина и корнета Лопухина. Только в самую последнюю минуту, готовый уж выдать арестованных, начальник тюрьмы обнаружил подложность ордера. Неизвестный автомобиль скрылся, а через несколько дней его сменил уже настоящий чекистский «чёрный ворон», взявший Виленкина и Лопухина на расстрел. В камере Виленкина на стене остался написанный им перед казнью экспромт:
От пуль не прятался в кустах.

Не смерть, но трусость презирая,

Я жил с улыбкой на устах

И улыбался, умирая.
И в письме, посланном на волю перед смертью, Виленкин писал: «пусть знают, что „из наших“ тоже умеют умирать за Россию».
По данным В. Ф. Клементьева, попытка побега Виленкина была чекистской провокацией, организованной заместителем председателя ВЧК Петерсом, чтобы обосновать его расстрел.

## Награды
- Георгиевский крест 4-й степени
- Георгиевский крест 3-й степени
- Георгиевский крест 2-й степени
- Георгиевский крест 1-й степени

## Архивы
- ЦГИА. Фонд 14. Опись 3. Дело 38574 (Виленкин Александр Абрамович)